# Слободка (Кораблинский район)
Слобо́дка — деревня, входящая в Незнановское сельское поселение Кораблинского района Рязанской области.

## Название
Деревня названа по своему предшествующему поселенческому статусу – слобода. Слово «слобода» могло означать либо нахождение этого селения несколько в стороне, в отрыве от соседнего села Незнаново, либо перевозчики пользовались какими-то льготами в уплате налогов и несении повинностей по сравнению с основной массой жителей села.

## Географическое положение
Деревня находится в северной части Кораблинского района, в 10 км к северу от райцентра.
Южнее протекает река Проня.
Ближайшие населённые пункты:

— деревня Лужки в 1,5 к северу по асфальтированной дороге;

— село Незнаново примыкает с южной стороны.

## История
В «Списках населенных мест» за 1859 год такое селение на реке Проне не указано. В то же время к селу Незнаново (Ряжский уезд) в списке отнесена информация о том, что часть этого села «из 2 дворов и 10 жит. м. п. и 17 жит. ж. п. находится, по смежности, во 2 стане Пронского уезда».
По предположениям рязанского краеведа А.Д. Сорокина, эти жители являлись первопоселенцами слободки. Основанием для их поселения на территории соседнего уезда могли быть только серьезные причины. Скорее всего, эти люди выполняли роль речных перевозчиков на оживленном Астраханском тракте. 

## Население
| 2010 |
| ---- |
| 29   |

## Инфраструктура
Дорожная сеть
Вблизи Слободки проходит автотрасса регионального значения Р-126 «Рязань-Ряжск», от которой к населённому пункту отходит асфальтированное ответвление.
Транспорт
Связь с райцентром осуществляется междугородным автобусным маршрутом «Кораблино-Рязань» (№525).
Связь
В селе Незнаново действует сельское отделение почтовой связи.